# Василівка (Гурівська сільська громада)
Васи́лівка — село в Україні, у Гурівській сільській громаді Кропивницького району Кіровоградської області. Населення становить 30 осіб. До 2020 року орган місцевого самоврядування — Василівська сільська рада.

## Історія
Назва села походить від першого власника — титулярного радника Василя Івановича Малчевського, колишнього козацького старшини (бунчукового товариша).
Назва одного з кутків сучасного села — Бурдзинківка, за прізвищем поміщика Бурдзинкевича Федора Івановича.
В 19-поч. — 20 ст. село в складі Олександрійського повіту, Херсонської губернії.
За спогадами пращурів Ф. І. Бурдзикевича перший маєток побудували в місці, яке досі зветься Гавиним, посадили невеликий ліс, у лісі налили ставок (існують до сьогодні).
В селі була цегельня, поміщик побудував церкву, родову усипальницю та школу. Церкву знищили більшовики, будівля школи існує, але не використовується.

## Населення
Згідно з переписом УРСР 1989 року чисельність наявного населення села становила 10875 осіб, з яких 5418 чоловіків та 5457 жінок.
За переписом населення України 2001 року в селі мешкали 745 осіб.

### Мова
Розподіл населення за рідною мовою за даними перепису 2001 року:
| Мова       | Відсоток |
| ---------- | -------- |
| українська | 98,52 %  |
| російська  | 1,48 %   |

## Відомі люди
- Гірко Прокіп Андрійович (1892—1973) — український вчений, педагог, професор кафедри агрохімії та ґрунтознавства УСГА, доктор сільськогосподарських наук.
- Козуль Павло Федосійович (1919—1990) — педагог, організатор Новгородківського краєзнавчого музею і оркестру народних інструментів, учасник ІІ Світової війни, директор СШ № 2 Новгородки, заслужений вчитель УРСР.